# Dizain (Valais)
Pour les articles homonymes, voir dizain (homonymie).
Un dizain (en allemand : Zenden) est une division territoriale historique du Valais. C'était en quelque sorte l'ancêtre du district actuel.

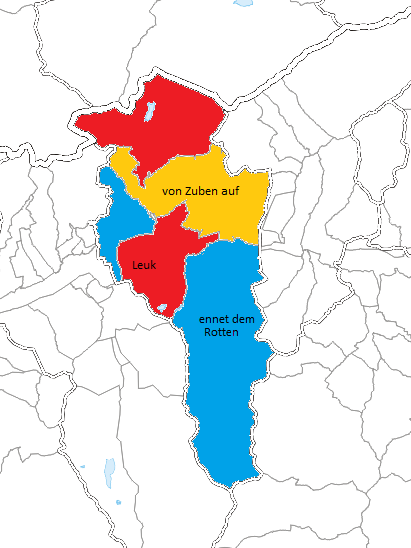
Carte du dizain de Loèche et sa division en trois tiers sous l'Ancien Régime

À l'origine, les dizains sont au nombre de dix, comme le nom l'indique (aussi autrefois orthographié « dixain »). Il s'agit de Mons Dei (Conches), Brigue, Viège, Rarogne, Loèche, Sierre, Sion, Ardon-Chamoson, Martigny et Massongex. En 1388, après deux siècles de luttes sanglantes entre l'évêque de Sion et le comte de Savoie pour le contrôle du Valais, un accord est finalement passé entre les deux seigneurs pour mettre un peu d'ordre dans l'imbrication de leurs possessions respectives dans la haute vallée du Rhône, chacun ayant des fiefs enclavés dans les terres appartenant en majorité à l'autre. Le comte cède à l'évêque ses fiefs de Mörel, Niedergesteln et Lötschental, situés dans le Haut-Valais épiscopal, en échange de quoi l'évêque du Valais doit renoncer à ses fiefs du Bas-Valais enclavés dans les terres du comte. La frontière entre les deux territoires est fixée à la Morge de Conthey, en aval de Sion. C'est ainsi que les anciens dizains valaisans de Martigny, Ardon-Chamoson et Massongex disparaissent et que le nombre des dizains est ramené à sept (Mons Dei/Conches, Brigue, Viège, Rarogne, Loèche, Sierre et Sion). 
Après la victoire de La Planta le 13 novembre 1475, qui marque la fin des ambitions de la maison de Savoie dans la haute vallée du Rhône, les patriotes haut-valaisans chassent les Savoyards du Bas-Valais et récupèrent toute la partie inférieure de la vallée jusqu'à Saint-Maurice. Mais les trois dizains disparus un siècle plus tôt ne sont pas rétablis.
Ce n'est qu'en 1815, après la chute de l'ancien régime, que le nombre des dizains est porté à treize, avec la création de six nouveaux dizains dans le Bas-Valais, à savoir : Hérens, Conthey, Martigny, Entremont, Saint-Maurice et Monthey. Ce changement permet de rééquilibrer la balance politique entre la partie francophone (Bas-Valais) et germanophone (Haut-Valais) du canton.
La plus ancienne utilisation du terme latin decima remonte à 1355. Les dizains prennent officiellement le nom de districts lors de l'adoption de la Constitution de 1848.
À la tête de chaque dizain, on trouve un major ou un châtelain qui était à son tour vassal de l'évêque de Sion (lui-même prince d'Empire). Il existe également dans chaque dizain une assemblée désénale, qui rassemble les délégués des communes, le major ou châtelain, le banneret et le capitaine de dizain. Une diète sert d'autorité supérieure et fédératrice des dizains ; la diète valaisanne siège sous la direction de l'évêque de Sion et du grand bailli.

## Référence
- « Dizain (Valais) » dans le Dictionnaire historique de la Suisse en ligne.